# ويم ميرتنز
ويم ميرتنز (بالفرنسية: Wim Mertens)‏ (و. 1953 – م) هو ملحن، وعازف بيانو، ومغني من بلجيكا. ولد في نيربيلت.

## التعليم
تعلم في جامعة خنت.

## أعمال بارزة
من أهم أعماله:
- Struggle for Pleasure.

## وصلات خارجية
- ويم ميرتنز على موقع IMDb (الإنجليزية)
- ويم ميرتنز على موقع ألو سيني (الفرنسية)
- ويم ميرتنز على موقع ميوزك برينز (الإنجليزية)
- ويم ميرتنز على موقع أول موفي (الإنجليزية)
- ويم ميرتنز على موقع قاعدة بيانات الأفلام السويدية (السويدية)
- ويم ميرتنز على موقع أول ميوزيك (الإنجليزية)
- ويم ميرتنز على موقع ديسكوغز (الإنجليزية)
- ويم ميرتنز على موقع قاعدة بيانات الفيلم (الإنجليزية)
- ويم ميرتنز على موقع كينوبويسك (الروسية)